# الرحلة رقم 618 لشركة لينجيفلاي
الرحلة 618 لشركة لينجيفلاي كانت جزءًا من عمليات استئجار الرحلات الجوية التي بدأت بها شركة لينجيفلاي في عام 1975، وذلك بسبب تأخر تسليم طائراتها الجديدة من طراز فوكر إف 28 فيلوشيب. وللتغلب على هذا التأخير، لجأت الشركة إلى نظام الاستئجار الرطب من شركة سكايلاين، حيث شغّلت الأخيرة ثلاث طائرات من طراز فيكرز فيسكاونت باستخدام طواقمها وطائراتها الخاصة، لكن تحت رموز رحلات لينجيفلاي وضمن اتفاقية استئجار برسوم تُحسب بالساعة. وخلال أواخر السبعينيات، أصبحت لينجيفلاي المصدر الرئيسي لإيرادات شركة سكايلاين.

## الرحلة
كانت الرحلة 618 رحلة داخلية مجدولة لنقل الركاب بتاريخ 15 يناير 1977.وقد جريت باستخدام طائرة من طراز فيكرز 838 فيسكاونت تحمل رقم التسجيل SE-FOZ. وكانت شركة سكايلاين قد اشترت هذه الطائرة مستعملة في عام 1976 لتحل محل طائرة أصغر من طراز فيسكاونت 784. وقد قامت الطائرة بأول رحلة لها في عام 1961، وسجّلت عند وقوع الحادث 12,208 ساعة طيران.

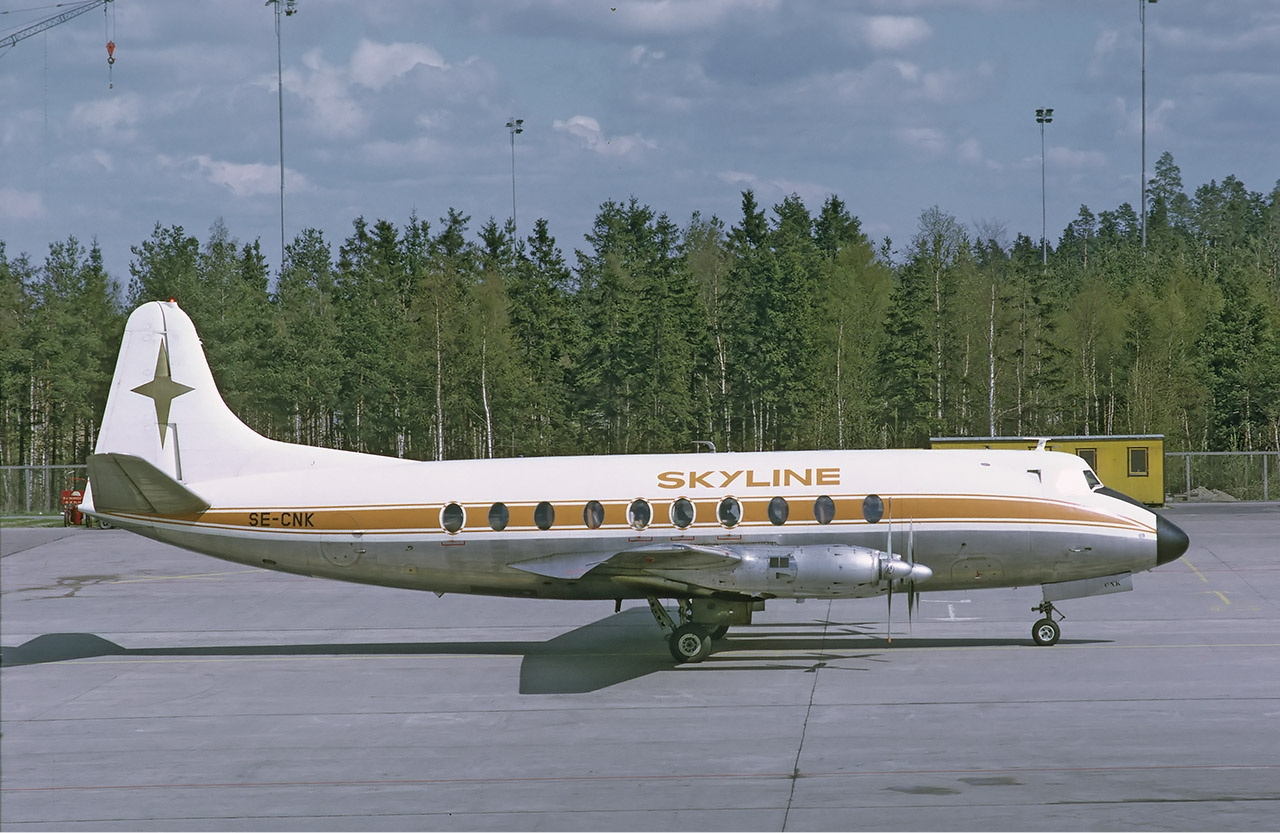
طائرة من طراز فيكرز فيسكاونت مشابهة للطائرة المتحطمة، التُقطت صورتها في عام 1972.

كانت الرحلة مقررة أن تنطلق من مطار مالمو ستوروب إلى مطار ستوكهولم برومّا، مع التوقف في مطارات كريستيانستاد وفكخو سمولاند ويونشوبينغ. وقد بدأت الرحلة بشكل اعتيادي حتى مرحلة الهبوط نحو برومّا. وكان على متن الطائرة آنذاك تسعة عشر راكبًا وثلاثة من أفراد الطاقم، من بينهم لاعب تنس الطاولة الشهير هانس ألسير.

## الحادث
أثناء الرحلة، ظلّ المحركان الثاني والثالث يعملان بطاقة منخفضة لفترة طويلة، مما تسبب في انخفاض درجة حرارة نظام الحماية من الجليد إلى أقل من الحد الأدنى المطلوب. ونتيجة لذلك، تراكم الجليد على المثبّت الأفقي للطائرة. لاحظ الطيارون هذه المشكلة على ارتفاع 350 مترًا (1,150 قدمًا)، وفقدوا السيطرة على التحكم في ميلان الطائرة. دخلت الطائرة في هبوط حاد وتحطمت في موقف سيارات بمنطقة كالفستا، وهو حي سكني في ستوكهولم.
وقع الحادث في الساعة 09:05 صباحًا بالتوقيت المحلي، وعلى بعد 4.5 كيلومترات (2.8 ميل) من عتبة مدرج مطار برومّا. وأسفر التحطّم عن وفاة جميع من كانوا على متن الطائرة.

## التحقيق
أمرت حكومة السويد بإجراء تحقيق شامل في سبب الحادث. وقد توصّل التحقيق إلى الاستنتاجات التالية:

## ما بعد الحادث
من القضايا التي أُثيرت بعد الحادث كانت العلاقة بين لينجيفلاي وسكايلاين، حيث أثار صِغر حجم الأخيرة القلق لعدم امتلاكها الإمكانيات اللازمة للتعامل مع حادث جوي كبير. وقد تولّت لينجيفلاي الجزء الأكبر من إدارة الأزمة في المرحلة الأولى، نظرًا لأن الرحلة كانت تابعة لها.
استأجرت شركة سكايلاين طائرة بديلة من طراز فيسكاونت 814D تحمل رقم التسجيل G-AZNH لتحل محل الطائرة المحطّمة. واستمر هذا الترتيب لعدة أشهر، إلى أن تم إنهاء عقد سكايلاين مع لينجيفلاي بعد استلام طائرات F28 الجديدة. وبعد فترة وجيزة، تقدّمت شركة سكايلاين بطلب لإعلان الإفلاس

## الضحايا
من بين ضحايا الرحلة 618 لشركة لينجيفلاي:
- القبطان ستين هولمستيد، 45 عامًا، من جنارب
- المضيفة بيا مارلو، 28 عامًا، من مالمو
- الضابط الأول بيورن بيورنسون، 33 عامًا، من ناكا
- هانس ألسير، 34 عامًا، من بوروس
- رولف هـ. ستيرنسويرد، من قلعة فيتسكوفلي
- السيدة إنجر ستيرنسويرد، من قلعة فيتسكوفلي
- طبيب الأسنان يان-إريك ميلتون، من يونشوبينغ
- زجاجي النوافذ ينغفي روزن، من يونشوبينغ
- مدير المبيعات سفين جونار لوندفال، من سوندسفال
- ماتس أدولفسون، من غوتنبرغ
- سفين أوستن ألبرتسون (مواليد 1913)، من فكشو
- إنغ فيلغوت أندرسون (مواليد 1926)، من فارستا
- مونيكا هانسون (مواليد 1941)، من آهاس
- ستيغ أولوف جونسون (مواليد 1951)، من سوندسفال
- سفين أولوف ميرستن (مواليد 1933)، من بانكيري
- آرني بالم (مواليد 1918)، من ستوكهولم
- بيرندت ينغفي غوران بيرسون (مواليد 1928)، من فارستا
- آنا نييمي (مواليد 1901)، من يارفنبا، فنلندا
- تاجي بيرتل نوردكفيست (مواليد 1936)، من هوسكفارنا
- جونار سهلبرغ (مواليد 1935)، من كالفسفيك
- آرني ماغنوس سوميرو (مواليد 1958)، من سمولاندستينار
- رولف هينينغ (مواليد 1916)، من فيتسكوفلي، ديجبيرغا
- بير كاسبر تام، من سالتسجوبادن.[4]